# کرم شالوم
کِرِم شالوم (به لاتین: Kerem Shalom) یک کیبوتص در اسرائیل است که در استان جنوب (اسرائیل) واقع شده‌است.